# آرو ۱۰
آرو ۱۰ (ARO ۱۰) خودرویی است که در سال‌های ۱۹۸۰ تا ۲۰۰۶ در رومانی تولید شده‌است. طراحی آن موتور جلو، توزیع نیروی پیشران و خودرو چهار چرخ محرک بوده‌است. سیستم جعبه‌دندهٔ آن ۵ دنده به صورت دستی است.

## نگارخانه

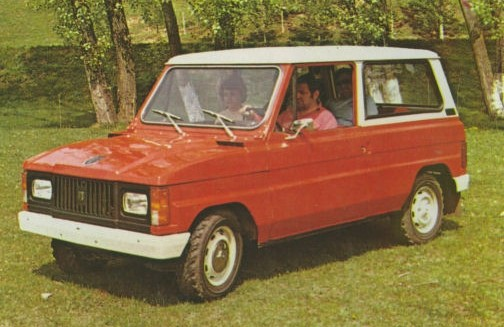
آرو ۱۰ (۱۹۸۰–۱۹۹۱)
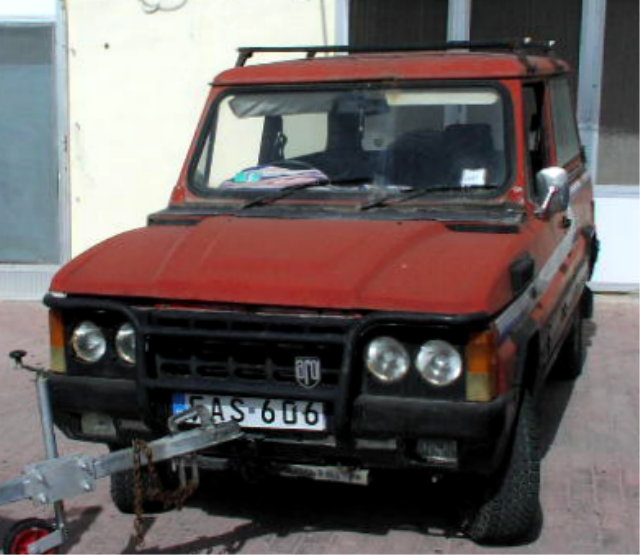
آرو ۱۰ (۱۹۹۲–۱۹۹۹)
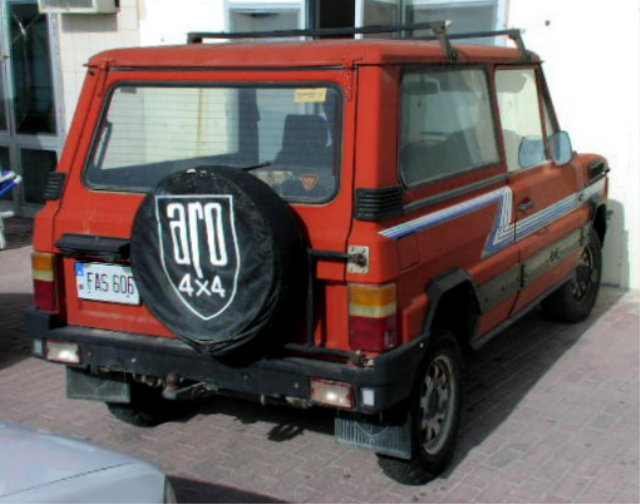
آرو ۱۰ نمای پشت
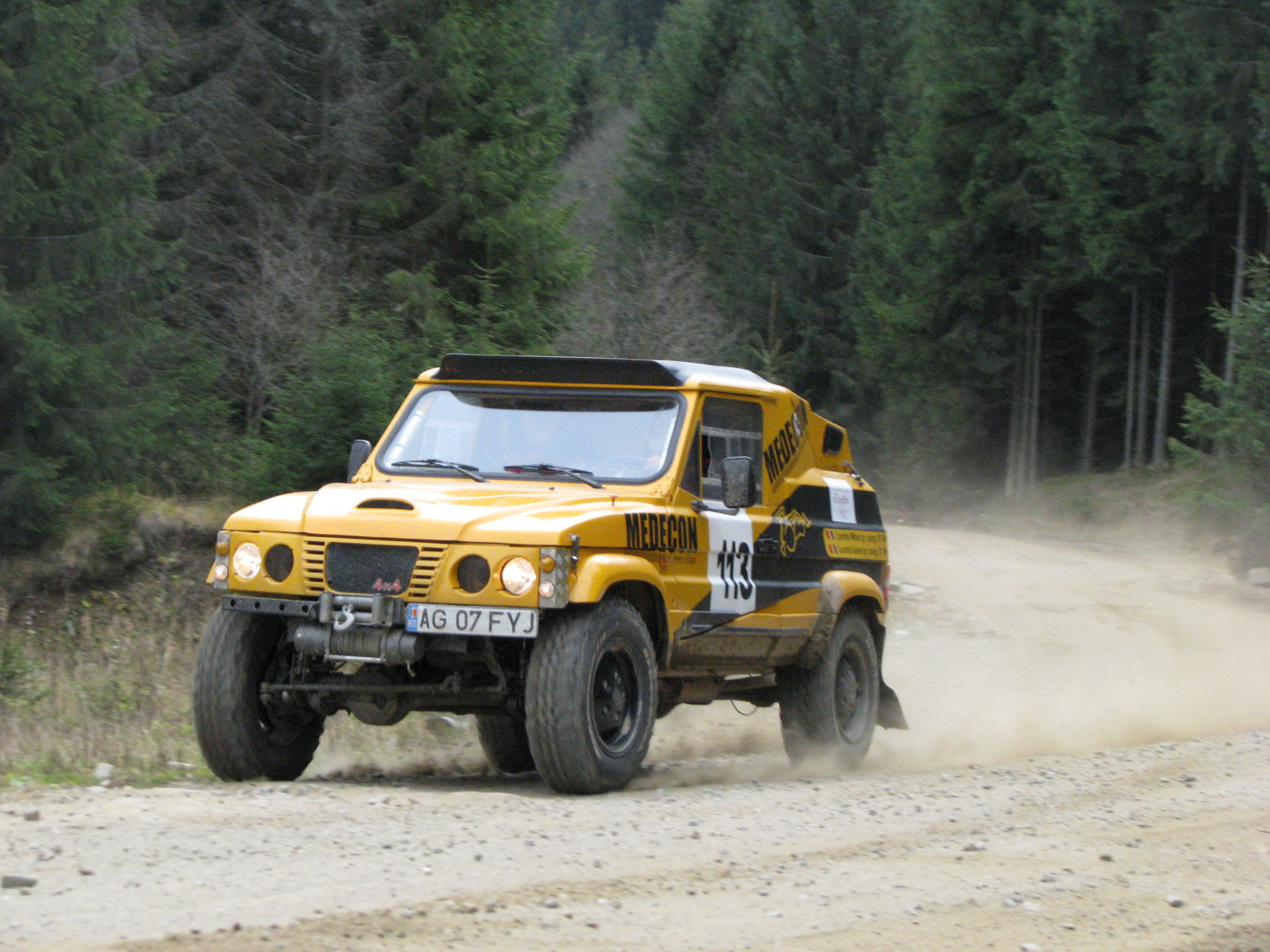
آرو ۱۰ سوپر (۱۹۹۹–۰۶)